# Canuto III da Dinamarca
Canuto III (em dinamarquês:  Knud 3. Hardeknud; Inglaterra, c. 1018 — Lambeth, 8 de junho 1042), também chamado de Hardacanuto (em dinamarquês:  Hardeknud), foi rei da Dinamarca de 1035 a 1042 e também rei da Inglaterra de 1040 a 1042. Era o único filho legítimo de Canuto II da Dinamarca e Ema da Normandia, mas tinha um irmão bastardo, Haroldo.
Canuto II sucedeu ao seu pai como rei da Dinamarca em 1035, mas a intenção de Canuto era que ele lhe sucedesse também nos seus outros reinos. No entanto, a Noruega revoltou-se e proclamou como rei um membro da casa real norueguesa, e Haroldo apropriou-se de Inglaterra. Canuto II preparou-se para responder e organizou uma invasão de Inglaterra. Haroldo morreu antes que pudesse ocorrer alguma batalha e abriu caminho a Canuto para se tornar rei com a aceitação geral dos seus súbditos. Canuto depressa se tornou num rei impopular devido à sua política de aumentar os impostos. Durante o seu reinado ocorreram várias revoltas, nomeadamente em Worchester, reprimidas com violência. Como concessão, Canuto recebeu na corte Eduardo, o Confessor o herdeiro de Etelredo II, muito estimado pelos populares.
Em 1042, Canuto entrou em convulsão durante um banquete de casamento e morreu pouco depois, possivelmente envenenado. Como não tinha descendência, com Canuto acabou o domínio dinamarquês em Inglaterra.